# 狐狸新娘
《狐狸新娘》是高木聰創作的一部日本漫畫作品，於2008年5月至2011年8月連載於講談社的雜誌。 

## 故事概要
擁有不幸體質的主角－高中生葉山櫻介，某日在路上看到一座祭祀稻荷神的小廟，便對祭祀在那裡的稻荷神許下「希望能夠過著正常生活」的願望。沒想到回家之後，他卻看到一位可愛的女孩子在家裡等她。這位叫做京香的狐狸公主，就是要嫁給他的妻子，從此櫻介的人生就有了巨大的變化……

## 主要出場人物
葉山櫻介
本作主角。擁有不幸體質的高中生。走在路上會被鳥屎滴到、踩到香蕉皮，走樓梯會從樓梯上摔下來，生活中完全沒有幸福或福氣的要素。目標是「希望能夠過著正常生活」，卻陰錯陽差的成為京香的未婚夫。
京香
嫁給櫻介的白狐狸公主，擁有能讓自己或別人變身；以及「狐火」等法術，外表可愛但很喜歡惡作劇。還是擁有一些身為狐狸的本性，例如喜歡吃油豆腐。嫁給櫻介後便轉學到櫻介的學校。
花音
狸貓女孩，自稱天才美少女，京香的死對頭。
京子
京香的母親。興趣是賺錢。
大和太郎
櫻介就讀的高中學長及劍道社社長。個性認真。對京香一見鍾情。
秋野紅實
櫻介與京香的同學，是擁有不幸體質而嘴巴惡毒的少女。
大和愛羅
大和太郎的妹妹，是活潑且運動能力極佳的國二女生，似乎有些戀兄情節，後來相當在意櫻介。

## 出版
- 第一卷 ISBN 978-4-06-380014-2
- 第二卷 ISBN 978-4-06-380046-3
- 第三卷 ISBN 978-4-06-380077-7
- 第四卷 ISBN 978-4-06-380110-1
- 第五卷 ISBN 978-4-06-380137-8
- 第六卷 ISBN 978-4-06-380164-4
- 第七卷 ISBN 978-4-06-380183-5